# Hans van Baalen
Hans van Baalen,  właśc. Johannes Cornelis van Baalen (ur. 17 czerwca 1960 w Rotterdamie, zm. 30 kwietnia 2021 tamże) – holenderski polityk, deputowany krajowy, poseł do Parlamentu Europejskiego VII i VIII kadencji, przewodniczący Partii Porozumienia Liberałów i Demokratów na rzecz Europy (2015–2021).

## Życiorys
Od 1979 do 1981 pracował jako dziennikarz. Ukończył następnie studia prawnicze na Uniwersytecie w Lejdzie. Pracował w branży doradczej, zajmował stanowisko dyrektorskie w przedsiębiorstwie konsultingowym Deloitte. Przystąpił do centroprawicowej i liberalnej Partii Ludowej na rzecz Wolności i Demokracji. Od 1997 był wiceprzewodniczącym Międzynarodówki Liberalnej. W latach 2009–2014 stał na czele tej organizacji.
Od września 1999 do maja 2002 i ponownie od stycznia 2003 do lipca 2009 sprawował mandat deputowanego do Tweede Kamer, niższej izby Stanów Generalnych. Pełnił m.in. funkcję przewodniczącego stałej komisji do spraw obrony.
W wyborach w 2009 z listy VVD został wybrany do Parlamentu Europejskiego. W PE VII kadencji przystąpił do grupy Porozumienia Liberałów i Demokratów na rzecz Europy, a także do Komisji Spraw Zagranicznych oraz Podkomisji Bezpieczeństwa i Obrony. W 2014 z powodzeniem ubiegał się o europarlamentarną reelekcję. W PE zasiadał do 2019. W 2015 został przewodniczącym Partii Porozumienia Liberałów i Demokratów na rzecz Europy, kierował tym ugrupowaniem do czasu swojej śmierci w 2021.

## Odznaczenia
- Order Oranje-Nassau V klasy (2020)[3]
- Krzyż Komandorski Orderu Gwiazdy Rumunii (Rumunia, 2006)[4]
- Krzyż Oficerski Orderu Alawitów (Maroko, 2008)[5]
- Order „Za zasługi” III klasy (Ukraina, 2016)[6]